# محمد الجابري الحياني
محمد الجابري الحياني، من أعلام قراءة القرآن وتجويده في المغرب بالصيغة المغربية الفريدة .

## سيرته
```
هو الشيخ محمد الجابري الحياني 
مقرئ
 مغربي راحل، كان إماما 
للجمعة
 ب
جامع القرويين
 بمدينة 
فاس
 منذ الستينات
[
1
]
، يقرأ برواية 
ورش عن نافع
 بالصيغة المغربية (المغاربية). له 
مصحف
 كامل مسجل بصوته الرخيم منشور في العديد من مواقع 
القرآن الكريم
.
[
2
]
```

سجل مصحفه السمعي بأمر من الملك الراحل الحسن الثاني سنة 1972 بإشراف وزارة الأوقاف والشؤون الإسلامية المغربية ومن إنتاج شركة أفراسيا فيلم بالدار البيضاء.
صوته وتلاوته المجودة تبعث على الخشوع والطمأنينة في نفوس وقلوب المصلين خاصة في صلاة التراويح في رمضان الكريم.

## وفاته
```
توفي رحمه الله سنة في 21/06/1985 وذلك إثر تعب مفاجئ يحتمل أنه بسبب داء السكري الذي كان يعاني منه طيلة ما يزيد عن20 سنة، دام المرض لمدة شهر رمضان كاملا ونقل على إثره إلى المستشفى وهناك وافته المنية في ثاني يوم عيد الفطر. دفن المرحوم بمقبرة الشهداء بمدينة الدار البيضاء. 
```